# ジャン・ラフ・オハーン
ジャン・ラフ・オハーン（Jan Ruff O'Herne、1923年1月18日 - 2019年8月19日）は、第二次世界大戦中の1944年に起きたスマラン慰安所事件で、日本軍により性奴隷とされ、売春を強要された人物。戦後、英国人男性と結婚し、1960年にオーストラリアに移住。1992年に被害体験の手記を公表し、同年12月に東京で日弁連や市民団体等が開催した公聴会に出席し証言するなど、反・戦時性暴力のための証言・記録活動を行っている。ヤン・ルフ・オヘルネ、ジャンヌ・オヘルネとも。

## 事件前

### 来歴
1923年に5人兄弟の3番目として生まれ、ジャワ島・スマラン近郊の父が勤務するチェピーリン製糖農園で育つ。父はインドネシア生まれで、父方の祖父はフランス人、父方の祖母はオランダとインドネシアの混血、母はオランダ人で、オハーンはインドネシア生まれの3世ないし4世にあたる。
スマラン市内にあるカトリック系の修道院フランシスコ会が経営する私立の学校に通学。1930年に始まる世界恐慌で製糖業は大打撃を受け、オハーンの父の収入も激減したため、学費の免除を受けて学業を続けた。

### 収容所生活
1941年12月8日の日蘭開戦当時、教員養成学校に在学中だったオハーンは、翌年2月15日に日本軍がシンガポールを占領すると、母や姉妹とともにチェピーリンを離れ、祖父が住んでいたアンガラン山山腹のバンドゥンガンに避難。同年3月にジャワ島は日本軍に占領された。
1942年の9-12月頃、バンドゥンガンに日本の官憲がやってきて、オハーンは、母親と2人の妹とともにアンバラワのヨーロッパ系の女性・子供の収容所に移住させられた。
収容所は、使用されていなかった古い兵舎を転用したもので、収容人数2-300人のところに何千人かの女性・子供が収容されていた。抑留所では食料が不足し、衛生環境は劣悪で赤痢が流行していた。

## オハーンとスマラン慰安所事件
以下は、あくまで彼女の後世の証言であり、それ以上でも以下でもないことに留意すべきである。

### 連行
1944年2月の某日、日本軍の軍人が収容所を訪れ、17-28歳の女性全員のリストを作成して名前、年齢、国籍を書き留めていった。
その2,3日後の1944年2月26日、日本軍の将校が収容所にやってきて、17歳以上の独身の女性全員に、中庭に整列するように命令した。日本兵たちは、並ばせた女性の外見を見て、その中からオハーンを含む10人を選び、通訳を介して荷物をまとめて収容所の事務所に出頭するよう命令した。収容所の管理責任者だったイルデラ婦人が修道女の一団とともに収容所の事務所へ行き抗議、嘆願したが、無駄だった。オハーンたちは大型の幌のないトラックに載せられて収容所から連行された。近隣の収容所で更に6人の女性が載せられた。
スマランのオランダ・コロニアル様式の館の前でオハーンを含む7名が下ろされ、他の9人は他所へ連行されていった。この館はオランダ人の家を接収したものらしく、調度品や一家の写真アルバムなどが残されていた。日本人はこの家を「The House of the Seven Seas」と名付けていた。
女性たち1人ひとりに部屋があてがわれた。館にはインドネシア人のメイドと召使いがいて、家事や雑用をしてくれた。後から2人のオランダ人の既婚女性が連れてこられた。到着した日の夜は何事もなかった。

### 強姦
翌日、オハーンたちは集められ、「日本人の性の慰みのため」の仕事をするのだと説明を受け、館から逃げないようにと警告を受けた。オハーンたちは、あらゆる人権とジュネーブ条約に反していると抗議したが、誰も助ける人はいないと言われ、従わない場合は家族に危害が及ぶと脅された。
その翌日、受付などの設備が整えられ、女性たちの写真が撮影されて、慰安所の開館の準備が進められた。それぞれの女性には日本名がつけられ、掲示板に貼られた写真の下に書いてあった。日本人女性が慰安所の運営のためにやって来たので、上層部に訴えてほしいと話したが、聞き入れられず、反論された。
同日夜には、多くの将校がやって来た。オハーンたちは、食堂に集められ、恐怖に震えながらうずくまっていたが、抵抗しながら1人ずつ引きずり出され、寝室に連れて行かれて強姦された。
オハーンを強姦したのは「三橋」という名の将校だった。
行為が終わった後、浴室で「自分に起こったものを皆洗い流すかのように」体を洗ったオハーンたちは、食堂に戻らず、裏のベランダの部屋などに隠れたが、発見され、同日夜、別の数人の軍人にも強姦された。

### 売春の強要
その後も毎日、夜になると日本人への性的サービスを要求された。日が暮れて建物が開放されると、体が極度の恐怖で熱くなった。昼間は放免されることになっていたが、建物は出入りする日本人でいつも一杯で、結果、昼間もよく強姦された。
毎晩「開館」になる前に、色々な場所に隠れたが、結局見つかり、罰としてひどく殴られた後に部屋に引きずり込まれた。殴られればその分、夜の開始を遅らせることができた。開始を遅らせるために、相手をトランプに誘ったり、自分を醜く見せるために、髪を切って丸坊主になったりした。毎回、抵抗し続けていたところ、事務室に呼ばれ、「いい加減にしないと、繁華街にある、インドネシア人の女性たちが更に劣悪な条件で働いている、兵卒用の慰安所に移すぞ」と脅された。

### 自殺未遂
仲間の女性が両手首を切って自殺しようとしたことがあり、オハーンが床に横たわっているのを見つけて助けを呼び、見張り役の日本人女性の看護婦が手当をして病院に運ばれ、2,3日後に帰って来た。

### 軍医にも強姦される
某日、性病検査をするために日本人の軍医がやって来たので、助けてもらえるかもしれないと思い、無理矢理連行されたことや、ジュネーブ条約に違反していることを話したが、彼は全く関心を示さず、それどころかオハーンを強姦した。この軍医はその後も慰安所に来るたびに昼間オハーンを強姦し、また性病検査をする間、部屋のドアを開けて他の日本人に検査の様子を見せていた。

### 姉の支援
某日、オハーンは、インドネシア人の召使いに頼んで姉に手紙を届けてもらった。姉は「ヨディ」と呼ばれていた日本人の男性に頼んで、オハーンを一晩「買上げ」て他の日本人に強姦されずに済むようにしてくれた。ヨディは2週間にわたって慰安所に通い続けたが、その後、スマランから他所へ異動になり、訪問は途絶えた。

### 妊娠、流産
慰安所で強姦され続けた結果、オハーンは妊娠し、それを慰安所の女性の看守に話したところ、流産させる為の薬剤を飲むように言われた。「胎児を殺すのは大罪だから」と拒否したが、無理に薬を飲まされ、その後まもなく流産した。

### 解放
3ヵ月ほど経った頃、慰安所に「位の高い軍人が大勢やって来て、事務室で怒号の飛び交う言い争いが続き」、オハーンたちは退去を命じられた。理由も行き先も知らされなかったが、トラックでスマラン駅に着いた後、列車で2日がかりで移動し、ボゴールのコタ･パリ収容所に移され、慰安所で働かされた期間は終わった。
ボゴール到着後すぐに、日本人から、自分達の身に起きたことを絶対に口外するな、もし話したら家族ともども殺される、と口止めされた。ボゴールには、各地の民間人抑留所から徴募されて慰安所で働かされていた約100人以上のオランダ女性が集められていた。オハーンの母と妹弟たちがアンバラワから送られてきて、収容所内で一緒に暮らした。食事は「多少まし」なものになり、これまでの虐待の埋合せをしようとしているのかと思う程だった。

### 強姦未遂事件
ボゴール到着から2,3週間経った頃、1人の日本人衛兵が夜中に女性の家に侵入して暴行しようとした強姦未遂事件が起きた。この事件はただちに収容所の所長に報告され、朝の点呼のときに1人の日本人衛兵が呼ばれて、中庭の中央に立つよう命じられ、所長から日本語で厳しく叱責された後、拳銃を渡されて、拳銃を口に向けて発射し自殺させられた。オハーンは、事件の一部始終を目撃して女性や子供たちはぞっとしていたが、少なくともこれから先、強姦される恐れはないことを知った、としている。

### 「売女収容所」
ボゴール到着の2,3ヵ月後、バタビア市のクラマット（Kramat）収容所という大規模な女子収容所に移された。クラマット収容所の中でも、オハーンたちの居住区域は他の区域から完全に隔離され、収容所の中の収容所のようになっていた。日本の将校たちは、噂が広まりオハーンたちになされたことの真相が露見するのを恐れ、収容所間の往来を禁止して隔離することで話が漏れるのを防ごうとした。ここでも、事件のことを絶対に口外するな、人に話したら殺すと言われた。
他の区域の女性たちは、オハーンたちが自由意志で日本軍の売春宿で働いていたと思っていて、オハーンたちのいた収容所を「フーレン・カンプ（売女収容所）」と呼び、またそのためにオハーンたちが特別待遇を受けていると信じていて、オハーンたちの収容所に向かって「売女、裏切り者、コナイネン（兎たち）」などと大声で罵ったり、言いたいことを書いた紙を石に結わえて塀の上から投げてよこしたりした。
クラマット収容所の状況は次第に悪くなり、食べ物が乏しくなっていった。オハーンの母は痩せ細り、肺炎にかかって、重態になった。

### 終戦
1945年8月15日に日本が無条件降伏して戦争が終わると、連合軍の飛行機が食糧や薬品を投下していった。オハーンの母はその中に含まれていたペニシリンで一命をとりとめ、その後入院した。
終戦後、更に5ヵ月間をクラマット収容所で過ごした。収容所内の区分は廃止され、自由に行き来できるようになったが、「売女収容所にいた女」と侮辱され続けた。オハーンは、収容所にいた修道女と連絡を取り、司祭に頼んで修道女になることを希望したが、彼女の戦争中の体験を聞いた司祭は、彼女の身に起きたことを理由に「修道院に入らないほうがいい」と忠告し、オハーンはショックを受けた。

## 戦後

### オランダ帰国まで
戦後、インドネシアの独立闘争が高揚すると、オランダ人はその標的となり、クラマット収容所は度々インドネシア人の襲撃を受けて死傷者を出した。抑留所のオランダ人民間人を保護するために英印軍の第23師団がジャワ島に派遣されてきた。
オハーンは、英軍の将校だったトム・ラフと知り合い、戦争中の被害体験を打ち明けた。トムが同情し、理解を示してくれたため、オハーンは自信を取り戻したという。トムは、オハーンをイギリス軍の警察本部にある軍当局に連れて行き、被害を戦争犯罪として報告し、調書が作成された。
出会って2ヶ月ほど経った1945年の12月にオハーンはトム・ラフと婚約し、間もなく家族は父と再会してオランダに帰国した。オハーンの家族はドイツ軍の捕虜となっていた兄も含めて全員が戦争を生き抜き、1946年にオランダで再会した。

### 結婚、出産、濠州移住
帰国後、オハーンは英国に移住し、1946年8月14日にトム・ラフと結婚した。
結婚後、オハーンは、体に損傷を受けていたため妊娠を持続させることができず、流産を3回経験した。その後大手術を受け、娘を2人授かった。
1960年に一家でオーストラリアのアデレードに移住した。

### 50年の沈黙の後に
オハーンは、夫以外の家族にも自身の体験を話せずにいたが、1992年の初め頃、テレビで韓国の元「慰安婦」の窮状を見て、彼女たちに味方し、支援しなければならないと考え、沈黙を破る決心をして、被害体験の詳細を記したノートを娘たちに見せ、手記を公表した。
同年12月6日、オランダ対日道義補償請求財団からの要請を受けて訪日し、同月9日に東京の神田パンセで同財団、日本弁護士連合会と人権擁護市民団体が開催した「日本の戦後補償に関する国際公聴会」に出席し、自身の被害体験を語った。
なお、オハーンは証言・記録活動を行っているが、日本国に対する個人への損害賠償請求訴訟の原告団には参加していない。
2007年2月15日には、米国下院公聴会に出席し、マイク・ホンダ提案の慰安婦法案に関連して、元「慰安婦」として李容洙、金君子らと共に証言した。

### 死亡
2019年8月19日、オーストラリア南部アデレードで、家族に見守られながら96歳で死去した。
南オーストラリア州のチャップマン副首相は声明で「オハーンさんの話を決して忘れてはいけない」と強調した。 。

## 著書・証言
- オフェルネ, ジャンヌ（著）、オリエンス宗教研究所（編）「レイプされた女の叫び」『福音宣教』第47巻第5号、1993年5月。
  - 手記原題：O'Herne, Jeanne (1992). Cry of the Raped :A Story to be Told. Adelaide, Australia
  - 英文要約版：Ruff-O'Herne, Jan (2014). “Fifty years of silence : cry of the raped” (pdf). International Humanitarian Law Magazine (2):  6–7 2016年2月13日閲覧。.
- ビデオプレス、姜順愛（韓国）、金英実（北朝鮮）、万愛花（中国）、匿名（台湾）、ジャンヌ・オヘルネ（ジャン・オハーン）（オランダ）、ロサ・ヘンソン（フィリピン） (9 December 1992). 生きている間に語りたかった～日本の戦後補償に関する国際公聴会の記録 (記録映像). 東京: ビデオプレス、labornetTV. 2015年2月8日閲覧. 「日本の戦後補償に関する国際公聴会」。日本軍の戦争犯罪を各国の戦争被害者が証言する。（投稿＝2014-03-04）{{cite AV media}}:  CS1メンテナンス: dateとyear (カテゴリ)
- オハーン, ジャン・ラフ 著、渡辺洋美 訳『オランダ人「慰安婦」ジャンの物語』木犀社、1999年。ISBN 4-89618-023-2。
  - 原題：Ruff O'Herne, Jan (1994). Fifty Years of Silence. Sydney: Editions Tom Thompson.
- Subcommittee on Asia, the Pacific, and the Global Environment, Committee on Foreign Affairs, U.S. House of Representatives (2007年2月15日). “Statement of Jan Ruff O’Herne AO Friends of “Comfort Women” in Australia”. 2016年2月13日閲覧。

## 関連人物
- エリー・コリー・ファン・デル・プローグ -オハーンの高校時代の同窓生で、スマラン慰安所事件の被害者の1人[88]。
- 1992年12月9日の「国際公聴会」での証言者- 万愛花 -姜順愛 -金英実[89]